# グラミー賞 クラシック現代作品部門
グラミー賞 クラシック現代作品部門（グラミーしょう クラシックげんだいさくひんぶもん、Grammy Award for Best Classical Contemporary Composition）は、グラミー賞の部門の一つ。1967年から1984年までは存在しなかった。

## 受賞作一覧

### 1960年代
- 1961年 - アーロン・コープランド：「テンダーランド」組曲
  - アーロン・コープランド指揮、ボストン交響楽団
- 1962年 - ローリンド・アルメイダ：ディスカントゥス
  - ローリンド・アルメイダ演奏
- 1962年 - イーゴリ・ストラヴィンスキー：ピアノと管弦楽のためのムーヴメンツ
  - イーゴリ・ストラヴィンスキー演奏
- 1963年 - イーゴリ・ストラヴィンスキー：大洪水
  - イーゴリ・ストラヴィンスキー指揮
- 1964年 - ベンジャミン・ブリテン：戦争レクイエム
  - ベンジャミン・ブリテン指揮、ロンドン交響楽団
- 1965年 - サミュエル・バーバー：ピアノ協奏曲
  - ジョン・ブラウニング演奏
- 1966年 - チャールズ・アイヴズ：交響曲第4番
  - レオポルド・ストコフスキー指揮

### 1980年代
- 1985年 - サミュエル・バーバー：アントニーとクレオパトラ
  - クリスチャン・バデア指揮
- 1986年 - アンドルー・ロイド・ウェバー：レクイエム
  - サラ・ブライトマン、プラシド・ドミンゴ独唱
- 1987年 - ヴィトルト・ルトスワフスキ：交響曲第3番
  - エサ＝ペッカ・サロネン指揮
- 1988年 - クシシュトフ・ペンデレツキ：交響曲第3番
  - ムスティスラフ・ロストロポーヴィチ指揮、フィルハーモニア管弦楽団
- 1989年 - ジョン・クーリッジ・アダムズ：中国のニクソン
  - エド・デ・ワールト指揮、サンフランシスコ交響楽団

### 1990年代
- 1990年 - スティーヴ・ライヒ：ディファレント・トレインズ
  - クロノス・クァルテット演奏
- 1991年 - レナード・バーンスタイン：アリアとバルカロール
  - ジュディ・ケイ、ウィリアム・シャープ独唱
- 1992年 - ジョン・コリリアーノ：交響曲第1番
  - ダニエル・バレンボイム指揮、シカゴ交響楽団
- 1993年 - サミュエル・バーバー：恋人たち
  - アンドリュー・シェンク指揮、シカゴ交響楽団
- 1994年 - エリオット・カーター：ヴァイオリン協奏曲
  - オリヴァー・ナッセン指揮、シカゴ交響楽団
- 1995年 - ステファン・アルバート：チェロ協奏曲
  - ヨーヨー・マ演奏、デイヴィッド・ジンマン指揮
- 1996年 - オリヴィエ・メシアン：コンセール・ア・キャトル
  - チョン・ミョンフン指揮
- 1997年 - ジョン・コリリアーノ：弦楽四重奏曲
  - クリーヴランド弦楽四重奏団演奏
- 1998年 - ジョン・クーリッジ・アダムズ：エル・ドラド
  - ケント・ナガノ指揮、ハレ管弦楽団
- 1999年 - クシシュトフ・ペンデレツキ：ヴァイオリン協奏曲第2番
  - アンネ＝ゾフィー・ムター演奏、ロンドン交響楽団

### 2000年代
- 2000年 - ピエール・ブーレーズ：レポン
  - アンサンブル・アンテルコンタンポラン演奏
- 2001年 - ジョージ・クラム：星の子供
  - トーマス・コンリン指揮
- 2002年 - クリストファー・ラウズ：ギター協奏曲「ガウディ」
  - 湯沐海指揮、シャロン・イズビン演奏、グルベンキアン管弦楽団
- 2003年 - ジョン・タヴナー：哀歌と賛歌
  - ジョゼフ・ジェニングス指揮、シャンティクリア、ボストン・ヘンデル・ハイドン協会
- 2004年 - ドミニク・アージェント：カサ・グイディ
  - フレデリカ・フォン・シュターデ独唱、大植英次指揮、ミネソタ管弦楽団
- 2005年 - ジョン・クーリッジ・アダムズ：魂の転生
  - ロリン・マゼール指揮、ニューヨーク・コラール・アーティスツ、ブルックリン・ユース・コーラス、ニューヨーク・フィルハーモニック
- 2006年 - ウィリアム・ボルコム：無垢と経験の歌
  - レナード・スラットキン指揮、ミシガン大学交響楽団、ミシガン大学ミュージカル・ソサエティ、他
- 2007年 - オスバルド・ゴリホフ：アイナダマール（涙の泉）
  - ロバート・スパーノ演奏
- 2008年 - ジョーン・タワー：メイド・イン・アメリカ
  - レナード・スラットキン指揮、ナッシュヴィル交響楽団
- 2009年 - ジョン・コリリアーノ：ミスター・タンブリン・マン〜ボブ･ディランの7つの詩
  - ジョアン・ファレッタ指揮、バッファロー・フィルハーモニー管弦楽団、ヒラ・プリットマン（ソプラノ）

### 2010年代
- 2010年 - ジェニファー・ヒグドン：パーカッション協奏曲
  - マリン・オールソップ指揮、フィルハーモニア管弦楽団
- 2011年 - マイケル・ドアティ：デウス・エクス・マキナ
  - ジャンカルロ・ゲレーロ指揮、ナッシュヴィル交響楽団